# بی‌اس ۷۶۷۱
استاندارد بریتانیایی بی‌اس ۷۶۷۱ (انگلیسی: BS 7671) استاندارد ملی در پادشاهی متحده برای نصب و ایمنی سیم‌کشی الکتریکی در ساختمان‌های داخلی، تجاری، صنعتی و سایر ساختما‌ن‌ها و همچنین در تاسیسات و مکان‌های ویژه مانند پارک‌های کاروانی است.